# Estación de Padre Mier (Metrorrey)
Padre Mier es una estación del Metrorrey. Perteneciente a la línea 2 del sistema, es una de las estaciones de mayor uso, debido a que se encuentra en una de las área comerciales más transitadas del centro de la ciudad. La estación se encuentra en el cruce de las avenidas Padre Mier y Juárez, ambas importantes ya que en ellas se encuentran comercios y circulan diferentes rutas de autobuses que dan abasto a varios sectores de la ciudad. 
El nombre de la estación proviene del nombre de Servando Teresa de Mier, quien fue un ex fraile dominico, sacerdote liberal y escritor de numerosos tratados sobre filosofía política en el contexto de la independencia de México. El icono de la estación es la silueta de este personaje.

## Salidas
- Oeste de Av. Padre Mier y Juárez
  - Salida izquierda: SEARS Padre Mier
  - Salida derecha: Local TELCEL y edificio AFIRME.
- Este de Av. Padre Mier y Juárez
  - Salida izquierda: Interplaza Shoptown y Calle Morelos
  - Salida derecha: Del Sol Padre Mier y Farmacias Benavides

## Conexión al TransMetro
Cuenta con conexión al sistema TransMetro desde el 24 de abril de 2023 tras la modificación de la ruta Torre Cívica:
- Torre Cívica: Su punto de partida es la estación Y Griega de la línea 1 y su punto de finalización es la misma (recorrido circular), atraviesa el centro de Monterrey pasando por el Pabellón Ciudadano, por las estaciones Parque Fundidora de la línea 1 y Zaragoza de la línea 2 y el Mercado Juárez.